# شبکه تلویزیونی مدنیت
شبکه تلویزیونی مدنیت(به ترکی آذربایجانی:Mədəniyyət TV) از شبکه‌های تلویزیونی جمهوری آذربایجان و جزء گروه کانال‌های ملی(دولتی) که در ۱۴ فوریهٔ ۲۰۱۱ توسط صداوسیمای جمهوری آذربایجان تأسیس شد.از مدنیت در فرهنگ لغات جمهوری آذربایجان به فرهنگ یاد می‌شود و تولیدات این برنامه در زمینه امور فرهنگی استوار می‌باشد. 